# Cadremploi
Cadremploi est un site de recrutement destiné aux cadres et fondé en 1991 par la réunion de cabinets de recrutement. La direction opérationnelle est alors assurée par Roland Tresca, secondé par Olivier Bizet qui prend en charge les questions de marketing et de communication. Thibaut Gemignani, aujourd'hui directeur général de Figaro Classifieds, a pris la direction de Cadremploi en 1998.

## Historique
Fondé en 1991 par Roland Tresca et Olivier Bizet, c'est en mars 1991 que le service minitel « 36 17 Cadremploi » est lancé, puis vient cadremploi.fr, en 1996.
En septembre 2010, Cadremploi est racheté par le Groupe Figaro et fait partie de la filiale Figaro Classifieds comme Keljob, Figaro Etudiant, ChooseyourBoss, Viadeo, Propriété Le Figaro, ou encore Figaro Immo.  
En avril 2018, Cadremploi rend accessible les avis et notations Viadeo depuis ses annonces d'emploi.

## Mission et services
Site de recrutement dédié aux cadres, Cadremploi regroupe aujourd'hui environ 800 cabinets de recrutements. En 2017, 166 000 offres d'emploi ont été diffusées sur le site dont 80 % sont des offres en CDI. 
Ses différents services sont les suivants : mise en ligne d'offres d'emploi, consultations et recommandations d'offres d'emploi, dépôt de CV, alertes email, actualités et conseils pour les candidats et recruteurs.
Le dépôt de CV dans la CVthèque ainsi que la création de compte est gratuit pour les candidats qui peuvent également paramétrer des alertes emails personnalisées. Pour les recruteurs, le dépôt d'annonces et la consultation des 4 millions de CV unique, disponibles dans CV ADEN, sont payants.